# 녹제마

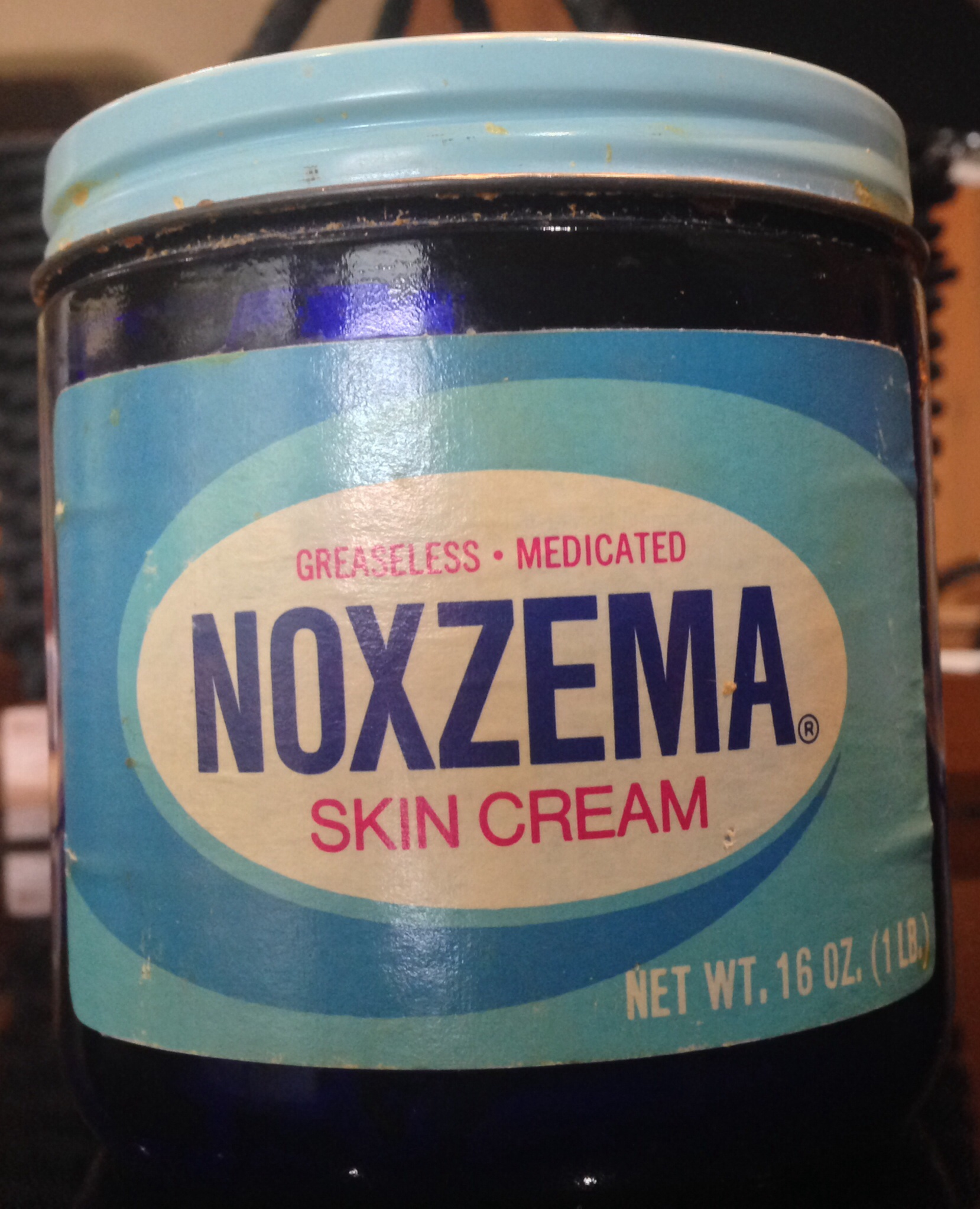
오리지널 녹제마 코발트 블루 병

녹제마(Noxzema)는 엘리다 뷰티에서 판매하는 미국의 스킨 클렌저 브랜드이다. 1914년부터 작은 코발트 블루 병에 판매되었지만 현재는 파란색 플라스틱 병에 담겨 판매되고 있다. 녹제마는 장뇌, 멘톨, 페놀, 유칼립투스 등 다양한 성분을 함유하고 있다. 원래 햇볕에 탄 치료제로 개발된 이 제품은 콜드 크림 또는 소실 크림의 일종으로, 몇 분 동안 방치하면 사라지기 때문에 페이셜 클렌저 및 메이크업 리무버로 사용된다.